# The Frames
The Frames est un groupe irlandais, basé à Dublin en Irlande. Fin 2005, le groupe est composé de : Glen Hansard (guitare et chant), Joe Doyle (basse), Colm Mac Con Iomaire (violon) et Rob Bochnik (seconde guitare). Plusieurs musiciens se sont succédé à la batterie, dont Graham Hopkins qui a joué sur les albums Dance the Devil et Burn the Maps,  et a contribué au dernier album. Sur les deux versions de Fitzcarraldo, le groupe a utilisé le nom The Frames DC en raison de l'existence d'un groupe américain qui avait utilisé avant eux le nom The Frames.
Le groupe a été créé en 1990, il est l'un des survivants de la scène « rock 'n' roll » qui existait à Dublin à l'époque. The Frames a joué un rôle pivot dans le développement de quelques groupes de rock irlandais récents, notamment Turn. Le groupe a tourné avec d'autres musiciens irlandais, tels que Damien Rice, Bell X1 et Paddy Casey, et a assuré la première partie de Bob Dylan, Van Morrison, Calexico, Damien Rice, David Gray.

## Membres actuels
- Glen Hansard : chant, guitare (depuis 1990)
- Joe Doyle : basse, chant (depuis 1996)
- Colm Mac Con lomaire : violon, claviers, chant (depuis 1990)
- Rob Bochnik : guitare (depuis 2002)
- Johnny Boyle : batterie (depuis 2003)

## Anciens membres
- Noreen O'Donell : chant (1990-1994)
- Dave Odlum : guitare (1990-2002). Odlum a par la suite assisté Rob Bochnik sur la production de Burn the Maps.
- Paul Brennan (Binzer) : batterie (1990-1998)
- Dave Hingerty : batterie (1998-2003)
- John Carney : basse (1990-1993)
- Graham Downey : basse (1993-1996)

## Anecdotes
- Colm Mac Con Iomaire a fait partie du groupe de musique traditionnelle irlandaise Kíla.
- John Carney a arrêté la musique pour se consacrer pleinement au cinéma. Devenu réalisateur, il a tourné son dernier film, Once en deux semaines. Le héros de son film n'est autre que Glen Hansard, le leader de The Frames. Si elle ne raconte pas son histoire, la trame du film est très proche de la vie de Glen Hansard. En effet, le chanteur est natif de Dublin, et comme le héros du film, il a longtemps chanté ses chansons dans la rue avant d'être professionnel. Mais même s'il est à l'origine de toutes les chansons du film, le rôle ne lui était pas destiné, comme l'explique John Carney : "Pour le personnage principal, je pensais à un acteur irlandais qui sache aussi chanter. Mais il ne pouvait pas. Pendant que j'enregistrais Glen, que nous discutions des chansons et du scénario, qu'il écrivait des morceaux selon les séquences que je lui donnais et que j'écrivais des scènes en accord avec ses chansons, j'ai peu à peu réalisé qu'il serait parfait pour ce rôle. Parce qu'il mettrait en valeur ces chansons beaucoup mieux que n'importe quel acteur : c'étaient les siennes." Encensé par la critique, le film a notamment gagné le prix du public au festival de Sundance. Plus grande récompense encore, il a été salué par Steven Spielberg, qui a déclaré : "Ce petit film m'a enthousiasmé pour le reste de l'année !"
- Glen Hansard, le personnage principal, n'est pas un nouveau venu dans le cinéma. Il a joué le rôle de « Outspan Foster » dans le film de 1991 Les Commitments. Passionné par le cinéma français et les œuvres de Ingmar Bergman, le leader de The Frames ne compte pas pour autant abandonner la musique pour devenir acteur : "Nous nous réveillions à six heures tous les matins, travaillions toute la journée. Cela vous prend toute votre énergie. C'est beaucoup plus facile de jouer dans un groupe : vous vous réveillez à midi, vous allez à l'aéroport pour prendre un avion, vous vous rendez dans un autre pays, vous testez le son entre cinq et six, les portes s'ouvrent à huit heures et vous faites votre concert à neuf. C'est très tranquille. On ne travaille que le soir. Pendant le tournage, nous étions épuisés. On rentrait chez nous complètement vidés. C'était très intense." (source Allociné "Once: Secrets de tournage" http://www.allocine.fr/film/anecdote_gen_cfilm=125922.html)
- La chanson "Rise" (album The Roads Outgrown, 2003) accompagne les deux dernières scènes de l'épisode 3-13 (janvier 2011) de la série Castle.

## Discographie

### Albums
- Another Love Song (1991)
- Fitzcarraldo (1995)
- Fitzcarraldo (1996)
- Dance the Devil (1999)
- For the Birds (2001)
- Breadcrumb Trail (2002)
- Set List (2003) [Live Album]
- Burn the Maps (2004)
- The Cost (2006)

### Autres CD
- The Dancer (1991)
- Masquerade (1992)
- Turn On Your Record Player EP (1992)
- Picture Of Love (1993)
- Revelate (1995)
- Monument (1996)
- Angel At My Table (1994)
- I Am The Magic Hand (15 février 1999)
- Pavement Tune (1999)
- Rent Day Blues EP (1999)
- Come On Up To The House (1999)
- Lay Me Down (2001)
- Headlong (2002)
- The Roads Outgrown (2003, production : Steve Albini)
- Fake (2003)
- Finally (2004)
- Sideways Down (2005)
- Happy (2005)
- Falling Slowly (2006)